# شيكو بورخا
شيكو بورخا (بالإنجليزية: Chico Borja)‏ (24 أغسطس 1959 في الإكوادور - 25 يناير 2021) هو لاعب كرة الصالات ‏ ومدرب كرة قدم ولاعب كرة قدم أمريكي في مركز الوسط، شارك في الألعاب الأولمبية الصيفية 1984. وشارك مع منتخب الولايات المتحدة لكرة القدم. أما مع النوادي، فقد لعب مع نيويورك كوسموس وتيم أمريكا ‏ ولوس أنجلوس لايزرز ولاس فيغاس أمريكانز ‏ وويتشاتا وينغز ‏ وألباني كابيتالز ‏.

## وصلات خارجية
- شيكو بورخا على موقع قاعدة بيانات كرة القدم.إي يو (الإنجليزية)
- شيكو بورخا على موقع ناشيونال فوتبول تيمز (الإنجليزية)
- شيكو بورخا على موقع عالم كرة القدم.نت (الإنجليزية)
- شيكو بورخا على موقع أوليمبيديا (الإنجليزية)